# 加利法
加利法，是西班牙加泰罗尼亚巴塞罗那省的一个市镇，距离巴塞罗那48公里。总面积16平方公里，总人口200人（2013年），人口密度12人/平方公里。加利法海拔502米。